# Egliswil
Egliswil (toponimo tedesco) è un comune svizzero di 1 408 abitanti del Canton Argovia, nel distretto di Lenzburg.

## Storia
Sembra che a Egliswil ci fosse una tenuta romana, anche se l'unica testimonianza archeologica è un'unica tomba di epoca romana. Il moderno villaggio di Egliswil viene menzionato per la prima volta nel 924 come Egirichiswilare. Nel 1331 gli Asburgo cedettero i diritti di bassa giustizia ai signori di Hallwyl. 
Essi fusero Egliswil nella corte di Hallwil. Nel 1677 il villaggio, ora molto più grande, divenne un tribunale indipendente. L'Untervogtei fu collocata nella Haus zum Sonnenberg, un edificio in pietra del 1694. La chiesa romanica senza navate, con un campanile del XVI secolo, era una succursale della chiesa di Seengen. 
Oltre al grano, le attività principali del villaggio erano i vigneti (dal XVII secolo) e i lavori a domicilio per l'industria del cotone (dal XVIII secolo). A partire dagli anni Cinquanta, l'industria su piccola scala si è trasferita ai margini del villaggio.

## Monumenti e luoghi d'interesse

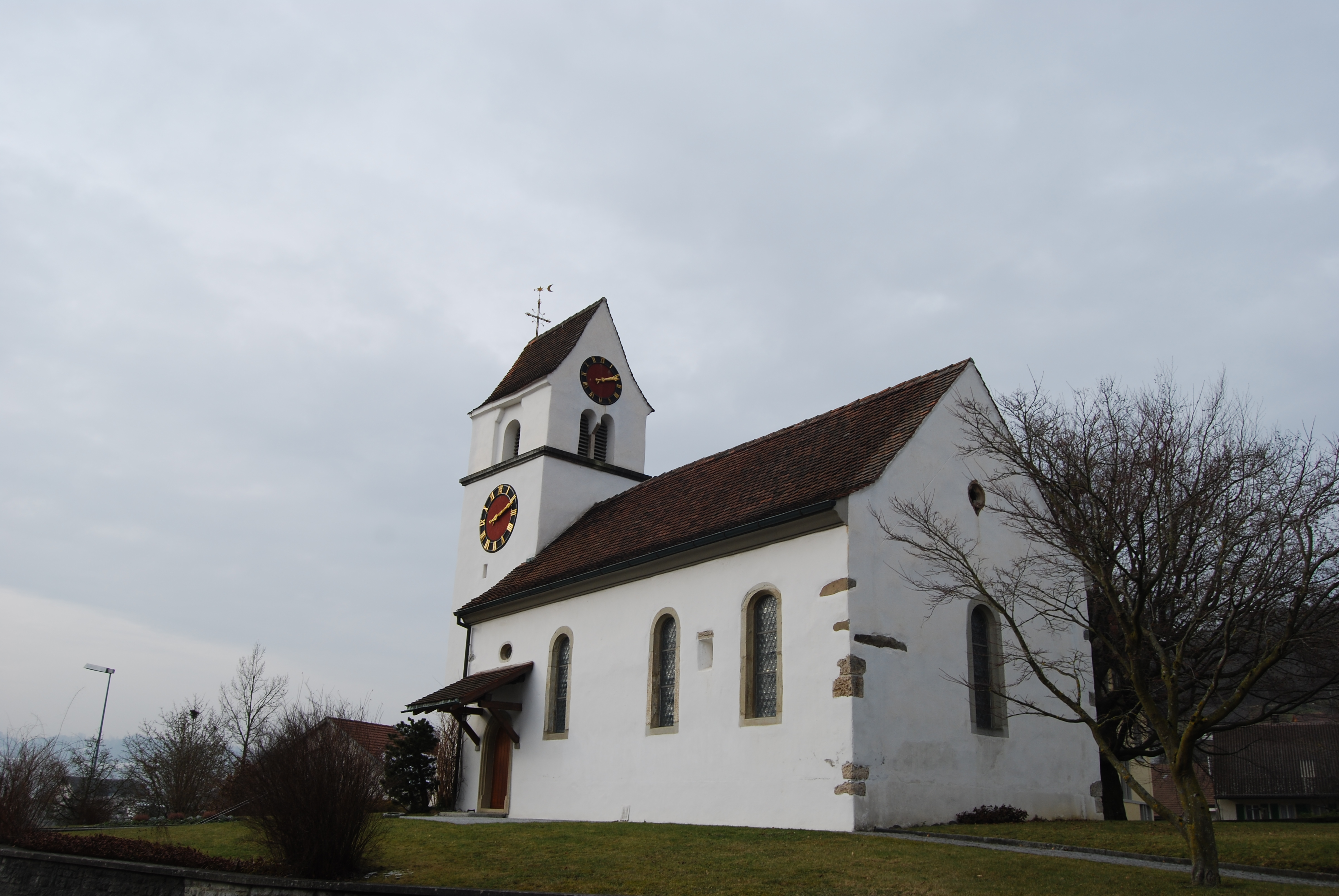
La chiesa riformata

- Chiesa riformata, eretta nel XVI secolo[2].

## Società

### Evoluzione demografica
L'evoluzione demografica è riportata nella seguente tabella:
Abitanti censiti

## Amministrazione
Ogni famiglia originaria del luogo fa parte del cosiddetto comune patriziale e ha la responsabilità della manutenzione di ogni bene ricadente all'interno dei confini del comune.